# احمد نی‌ریزی
احمد بن شمس‌الدین محمد نی‌ریزی یا میرزا احمد نی‌ریزی، (۱۰۸۷-۱۱۵۵ ه‍.ق) ملقب به سلطانی از بزرگ‌ترین خوشنویسان خط نسخ و کاتبان قرآن در سدهٔ دوازده هجری (اواخر حکومت صفوی) در شهر نی ریز است.
او بانی شیوهٔ خاصی در خط نسخ است که مورد استقبال خوشنویسان پس از او قرار گرفت و به نسخ ایرانی شهرت یافته است. او به مناسبت کتابت برای شاه سلطان حسین صفوی برخی از آثارش را با عبارت «سلطانی» رقم یا امضاء می‌کرده است. احمد نی ریزی به بزرگ‌ترین خوشنویس خط نسخ شهرت دارد اما شکسته و نستعلیق را هم خوش می‌نوشته است.

## زندگی

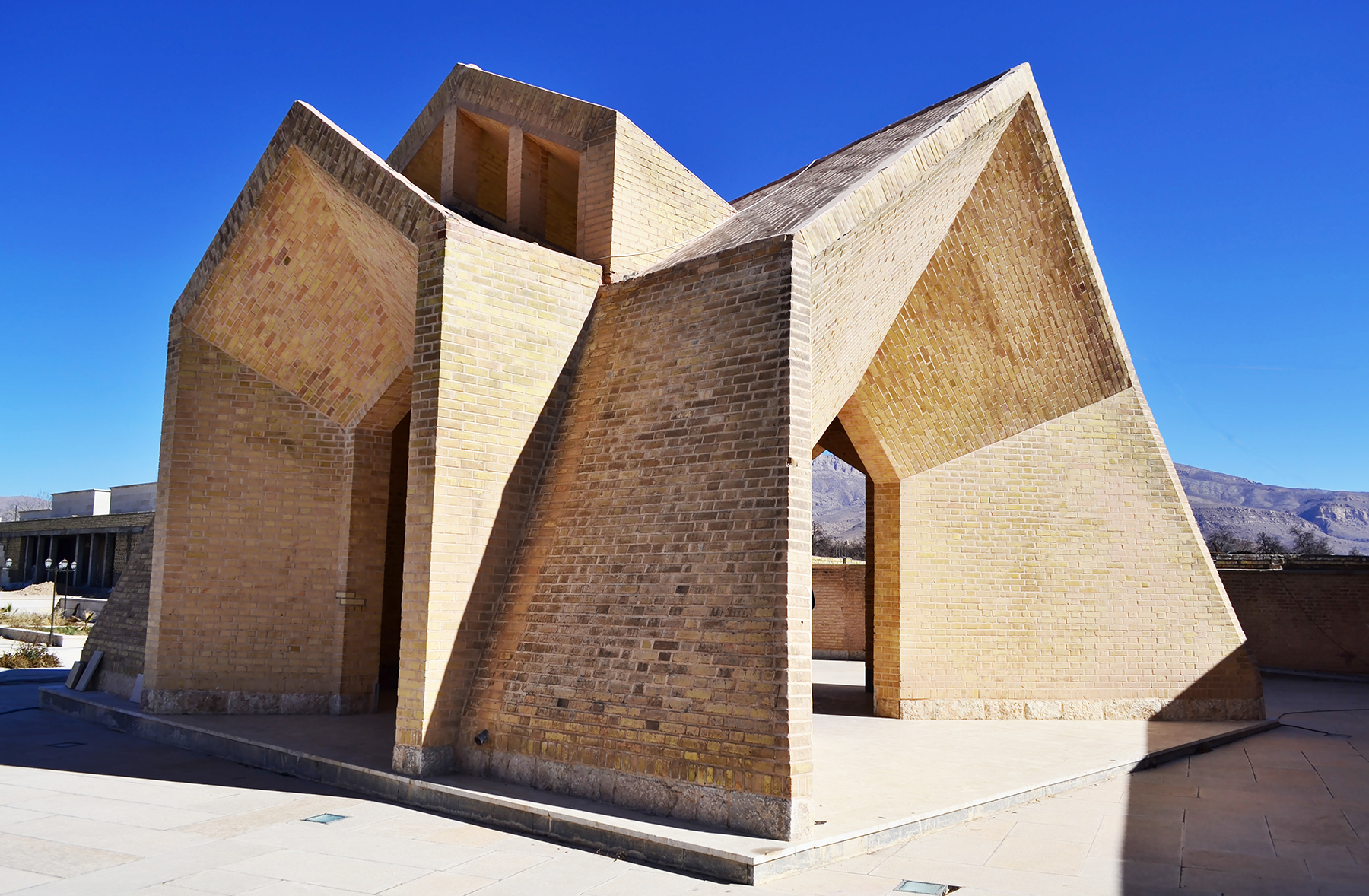
آرامگاه احمد نیریزی در شهر نی‌ریز

میرزا احمد نی‌ریزی که در شهر نی‌ریز فارس متولد شد. اولین اثری که از او شناخته شده صحیفه سجادیه‌ای است که در سال ۱۰۸۷ قمری کتابت کرده و در آن نام پدرش را «سلطان محمد» و لقب خود را «شمس الدین» قید می‌کند.
گرچه از زندگانی او اطلاع دقیقی در دست نیست اما قدر مسلم او به دعوت آخرین پادشاه صفویان به اصفهان مهاجرت کرده و در سال‌های ۱۱۰۵ تا ۱۱۳۴ هجری قمری در دربار صفوی به کتابت قرآن و ادعیه و نسخ دینی مشغول بوده است. آغاز ورود او را به اصفهان در ۱۱۰۰ قمری) نوشته‌اند. پادشاه صفوی میرزا احمد را به «سلطانی» ملقب کرد.
او در حدود سال ۱۱۰۰ هجری قمری در دربار شاه سلطان حسین صفوی اقامت گزید. ورودش به اصفهان مصادف با اواخر سلطنت شاه سلیمان صفوی و عمدهٔ شهرت و جاه و عزتش در عهد شاه سلطان حسین بوده و فتنه افغان‌ها را درک کرده است، اما معلوم نیست چگونه از این مهلکه جان به در برده است.
احمد نی‌ریزی در طول عمرش مبلغ شصت هزار تومان صفوی و هدایا و تحف بسیاری از شاه سلطان حسین و درباریان و صاحب منصبان دریافت کرد با وجود این درآمد هنگفت، فقط به اندکی قناعت نموده و بقیه را در راه خدا انفاق کرد میرزا احمد علاوه بر کتابت و خوشنویسی به تعلیم شاگردان نیز اهتمام می‌ورزید.
با وجود شهرت فراوان از جزئیات زندگی و تاریخ دقیق تولد و درگذشت این استاد مسلم خوشنویسی اطلاع چندانی در دست نیست اما می‌دانیم دست‌کم از سال ۱۰۹۶ قمری تا ۱۱۵۲ قمری یعنی بیش از نیم قرن خوشنویسی کرده است. و دکتر بیانی گزارشی از کارهایش ارائه داده که بین ۱۰۹۴ و ۱۱۷۷ است که جمعاً ۸۳ سال می‌شود. از این رو او عمری دراز داشته و از آغاز جوانی به خوشنویسی مشغول و مشهور بوده است. شهرت احمد نی‌ریزی و استقبال از آثارش در طول زمان زندگی و پس از درگذشتش موجب شده که پای بسیاری از آثار قدیم یا جدید را که به قلم استادان دیگر بوده به نام او امضاء کرده و بفروش برسانند. بدین سبب خطوط اصلی میرزای نی‌ریزی مثل یاقوت کمیاب و پربها است.
قدیمیترین منبعی که از او یاد شده تذکره ریاض الشعرا اثر واله داغستانی است که در کتابخانه آستان قدس رضوی است و مجموعه‌ای نیز منسوب به او شامل سوره فاتحه الکتاب، سوره فتح، چند دعا نیز موجود است که کتابت آن ۱۱۰۴ه‍.ق است.
میرزا احمد مدت زیادی در اصفهان ماندگار شد وجود آثار متعددی از او نشان می‌دهد که وی بیشتر عمر خود را در اصفهان گذرانده است استاد سفرهایی به مکه و مدینه و عتبات عالیات و مشهد کرده و هنگام زیارت قبر پیامبر اکرم (ص) اشعاری گفته که به آب زر روی کاغذ خان بالغ به خط نسخ نوشته بیت اول آن این است:
| کفر و ایمان را هم اندر تیرگی هم در صفا |  | نیست دارالملک جز رخسار و زلف مصطفی |

از میان ۳۸ نسخه دارای رقم احمد نی‌ریزی، که پس از تاریخ ۱۱۰۷ نوشته شده‌اند در ۱۶ نسخه محل کتابت شهر اصفهان ذکر شده است و وجود عبارت «عبدالداعی لا بود الدولة القاهرة الباهرة…» (همراه با نام یا بدون نام اصفهان) در پایان این نسخه‌ها نشان از کتابت متوالی آثار او در اصفهان دارد. این وضع توالی اقامت احمد نی‌ریزی را در اصفهان نشان می‌دهد و اگر گسیختگی‌هایی در روند پدید آمدن آثار هنری وی مشاهده می‌شود بیشتر به سبب رویدادهای سیاسی و اجتماعی روزگار او و هجوم افغان‌ها و منازعات داخلی و از هم گسیختن شیرازه حکومت صفوی است.
خلع شاه سلطان حسین صفوی به دنبال سقوط اصفهان توسط افغان‌ها و پراکنده شدن درباریان، که پشتیبان هنری و مشوقان وی در کار خوشنویسی بودند ضربه‌ای شدید برای نی‌ریزی بوده چنان‌که از آن پس نوشته‌های او کاهش یافته است و عبارت «... ابودالدولة القاهرة…» و عنوان «دارالسلطنه» را تنها ۱۱۴۶ قمری در آثار وی می‌بینیم. در واپسین سال پادشاهی صفویان (۱۱۴۷ قمری) اثری از او در دست نیست و از سال ۱۱۴۸ قمری (آغاز پادشاهی نادرشاه) تنها دو قطعه خط از او بازمانده است که آنها نیز آخرین قطعات خط او است. پس از آن هم آثار اندکی از وی بجا مانده که در اصالت برخی از آنها تردید است.
ظاهراً او در اصفهان در گذشته است. انجمن آثار ملی در زادگاهش نی‌ریز بنای یادبودی در بزرگداشت او برپا داشته است.

## استادان و شاگردان
او ابتدا نزد آقا ابراهیم قمی خط نسخ را تعلیم گرفت و از روی خطوط علاءالدین تبریزی بسیار مشق کرد و با اینکه از این دو استاد به احترام و نیکی یاد کرده است، شیوهٔ مخصوصی در خط نسخ به‌وجود آورد که سرمشق نسخ‌نویسان ایران شد و به نسخ ایرانی معروف است.
شهرت و تسلط احمد نیریزی در نسخ و ثلث مثل شهرت میرعماد در نستعلیق و درویش عبدالمجید در شکسته و خواجه اختیارالدین منشی درتعلیق است و در اصطلاح خوشنویسان هر کجا میرزای مطلق می‌گویند مراد همان احمد نیریزی است. ظهور میرزای نیریزی در شیوهٔ نسخ و ثلث تحٌول و نهضتی جدید به وجود آورد که دنباله‌اش تا سده چهارده هجری امتداد داشت. از خصوصیات او این بود که مثل یاقوت مستعصمی شاگردان فراوانی تربیت کرد و به برخی شاگردانش اجازه داد که به جای خود او امضاء کنند.

## آثار

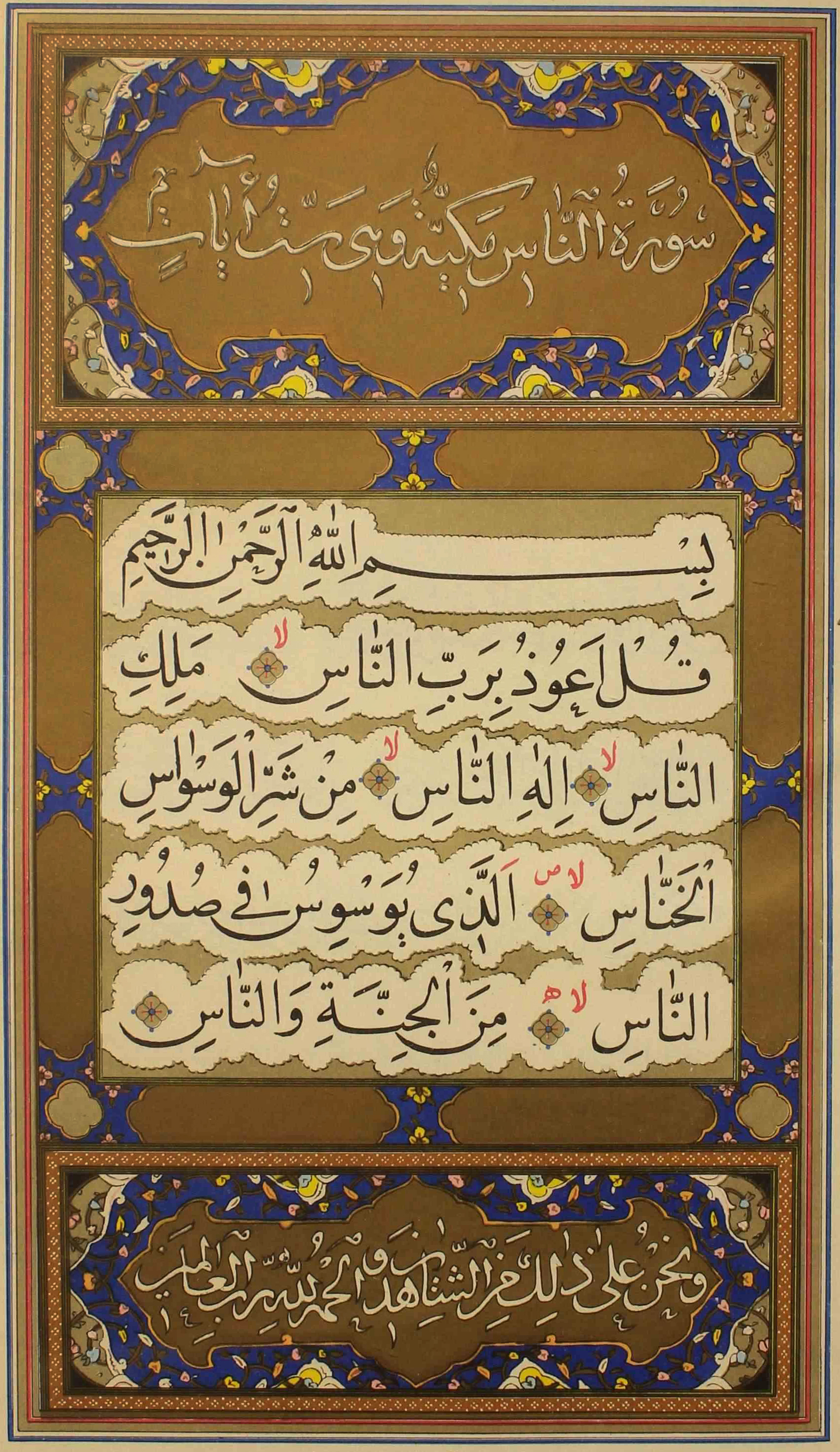
صفحه‌ای از قرآن آریامهر به‌خط احمد نیریزی، کتابخانهٔ کاخ گلستان

از او ۹۹ مجلد قرآن، ۷۷ مجلد صحیفه و بسیاری از ادعیه و مرقعات دیگر به خط او در موزه‌های بزرگ ایران و جهان برجای مانده است.
دکتر بیانی در «احوال و آثار خوشنویسان» فهرست و شرح صد و ده اثر از احمد نیریزی را ذکر کرده است. که برخی از آنها عبارتند از:
- قرآن وزیری جلد روغنی ممتاز، دو صفحهٔ افتتاح متن و حاشیه مذهٌب عالی و نسخ کتابت خوش، با رقم: «قد تشرفت بکتابهٔ هذا القرآن المجید فی شهر ربیع‌الثانی سنه احدی و اربعین و مائهٔ بعد الالف و انا العبد الاقل احمد النیریزی فی ۱۱۴۱»
- «دعای کمیل» جانمازی، جلد روغنی سرلوح مرصع نسخ کتابت عالی، بار قم: «کتبه احمد النیریزی السلطانی باصفهان سنهٔ سبع و مائهٔ بعد الالف ۱۱۰۷»
- صحیفهٔ سجادیه وزیری، جلد ساغری ضربی مذهٌب، دو صفحهٔ اول متن و حاشیه مذهٌب مرصع و نسخ کتابت عالی، بار قم: «تمت الصحیفهٔ الکاملهٔ اقل عبادالله احمد نیریزی فی سنهٔ ۱۰۹۶»

همچنین برخی از آثار برگزیده احمد نیریزی عبارتند از:
- ۱- قرآن وزیری بزرگ (۵/۲۱*۵/۳۲ سانتیمتر)، با افتتاح مذهب، به قلم نسخ، رقم و تاریخ «.. احمد نیریزی فی ۱۱۲۲ من الهجرة» جلد چرمی ضربی با کتیبه به خط احمد، شماره ۱۹۷۰ کتابخانه شماره ۱ مجلس شورای اسلامی.
- ۲- قرآن، وزیری بزرگ (۲۰*۸/۳۲ سانتیمتر)، به خط نسخ، مذهب، با رقم و تاریخ «احمد نیریزی صفر ۱۱۲۵ ق»، جلد چرمی ضربی، شماره ۱۵۶۱ کتابخانه چستربیتی دوبلین.
- ۳- قرآن رحلی (۲۲*۳۵ سانتیمتر)، مذهب، تاریخ و رقم به قلم رقاع ممتاز ۱۱ رمضان ۱۱۳۱ قمری، کتابت شده به «فرمان دستور اعظم… محمدقلی خان بیگدلی شاملو… بیدالعبدالاقل… احمد النیریزی»، جلد چرمی ضربی مذهب، شماره ۸۳۸۱
- ۴- جلد روغنی الحاقی کار عبدالوهاب مذهب‌باشی ۱۲۹۲ قمری. این نسخه نفیس که به شماره ۳۹۴۳ به ثبت رسیده، و به کتابخانه مجلس شورای ملی تعلق داشته، در ۱۳۳۲ به ملک‌سعود پادشاه عربستان سعودی هدیه شده است.
- ۵- قرآنی به خط میرزااحمد نیریزی که تمامی صفحات آن مذهب است، (کتابخانه مصر)
- ۶- یک فقره دعای جوشن‌کبیر معروف به خط نیریزی که در سال ۱۱۱۳ قمری نوشته و به شماره ۲۱۶۰ در کتابخانه مدرسه شهید مطهری (سپهسالار سابق) موجود می‌باشد.
- ۷- قرآنی که در سال ۱۱۱۴ ق در اصفهان نوشته، کتابخانه نورالدین بیگ مصطفی ترکی از مصر
- ۸- قرآن، مذهب و مترجم با جلد نفیس رقم‌دار با رقم احمد نیریزی به تاریخ ۱۱۰۸ قمری به شماره ۱۴۳.
- ۹- قرآن کریم، مذهب، ابعاد (۵/۱۱*۵/۱۸ سانتیمتر) با جلد روغنی، به تاریخ ۱۱۱۹ قمری، به شماره ۱۵۰، مشهد کتابخانه آستان قدس رضوی.
- ۱۰- قرآن کریم، مذهب، به تاریخ ۱۱۲۶ قمری، اندازه (۳۳*۵/۲۱ سانتیمتر)، جلد روغنی به شماره ۱۵۲، مشهد، کتابخانه آستان قدس رضوی.
- ۱۱- قرآن کریم، قطع رحلی (۲۲*۳۵ سانتیمتر)، مذهب، دارای رقم «احمد نیریزی فی حادی عشر شهر رمضان المبارک سنه ۱۱۳۱» جلد چرمی ضربی.
- ۱۲- فاتحةالکتاب، ابعاد یک ورق (۲۰*۸/۳۲ سانتیمتر)، مذهب به خط نسخ به سفارش سلطان حسین صفوی، رقم احمد نیریزی، صفر ۱۱۲۵ قمری David James.
- ۱۳- قرآن، رحلی، مذهب، با رقم «... احمد النیریزی…» و «و قدوقع الفراغ منه فی عاشر شهر حمیدی الثانیه سنة سبع و عشرین و مائة بعدالالف، ۱۱۲۷ قمری» کتابخانه سلطنتی.
- ۱۴- قرآن، رحلی، مذهب، به خط نسخ، کتابت عالی و نستعلیق کتابت خوش با رقم «قد تشرفت بکتابة… فی یوم الاربعاء من شهر ربیع‌الاول فی سنة احدی عشر و مائة بعدالالف… احمد النیریزی ۱۱۱۱ قمری…، کتابخانه سلطنتی.
- ۱۵- قرآن کریم، رحلی، مذهب، نسخ کتابت جلی بارقم: «حسب‌الامر… شاه سلطان حسین الصفوی مسکنا…»، «باتمام رسید فی ۱۱۲۴ قمری بمحروسة اصفهان…» کتابخانه سلطنتی.
- ۱۶- دوازده امام (ع) از خواجه نصیر طوسی و دعای اربع عشر (دو نسخه دریک مجلد)، رحلی (۵/۲۲*۵/۳۴ سانتیمتر)، ۴۰۸ صفحه، هر صفحه ۹ سطر دعا و ۹ سطر ترجمه کتابخانه سلطنتی.
- ۱۷- دو نسخه قرآن کریم مذهب در مجموعه ناصرخلیلی، هنر قلم (دکتر ناصر خلیلی)، نشر کارنگ ۱۳۷۹.
- ۱۸- دعای کمیل بن زیاد و چند دعای دیگر، مذهّب، با ترجمه فارسی، به خط نسخ جلی با رقم: «کتبه العبد الدّاعی لأبود الدّولة القاهرة الحقیر الفقیر المسکین و العلیل الذلیل المستکین احمد النیریزی فی محروسة اصفهان صینت عن الحدثان فی سنه ۱۱۲۵»، مجموعه خانم عزت ملک سودآور (امانت کوتاه مدت به شماره ۲۵٫۲۰۱۵) در موزه هنر هاروارد.